# Ragna Wettergreen
Ragna Marie Wettergreen, född Olsen den 19 september 1864 i Kristiania, död den 27 juni 1958 i Oslo, var en norsk skådespelare. Hon var åren 1899–1934 en av huvudkrafterna vid Nationaltheatret, förutom säsongerna 1905–1909 då hon var primadonna vid Fahlstrøms teater. Hon är främst hågkommen för sina Ibsen-roller, särskilt den som Gina Ekdal i Vildanden.

## Karriär
Wettergreen debuterade 1886 på Christiania Theater, där hon blev kvar till dess nerläggning 1899, då hon med de flesta andra i ensemblen gick över till Nationaltheatret. Vid Nationaltheatret konkurrerade hon med den tre år yngre Johanne Dybwad om rollerna, och av missnöje med de roller hon fick gick hon 1904 till Fahlstrøms Theater, där hon var primadonna säsongerna 1905–1909. Hon spelade till en början ingénueroller, men utvecklades till en karaktärsskådespelerska som spelade en mängd huvudroller i det moderna norska dramat. I sin skådespelarkonst förenade hon säker intuition, stor charm, starkt temperament och en nyanserad teknik.
Bland hennes främsta roller märks Gina Ekdal i Henrik Ibsens Vildanden, fru Arvik i Bjørnstjerne Bjørnsons Når den ny vin blomstrer, Konge-Juliane i Knut Hamsuns Livet ivold, Alice i August Strindbergs Dödsdansen och Laura i Strindbergs Fadren. Hon spelade även Kathrine i Shakespeares Så tuktas en argbigga, Ibsenroller som Hjørdis i Hærmendene på Helgeland, Rebekka West i Rosmersholm (i Stockholm), Fru Borkman i John Gabriel Borkman, Ellida i Frun från havet, Hedda Gabler, Irene i Når vi døde vågner, Fru Inger i Fru Inger till Östråt och Bjørnsonroller som Fru Tjelde i Ett handelshus och Lydia i Laboremus. Hon var också en duktig lustspelsskådespelerska, gjorde flera gästspel i Danmark och Sverige, och medverkade även i en handfull stumfilmer mellan 1912 och 1921.
Wettergreen drog sig tillbaka från scenen omkring 1940, men i juni 1952 återvände hon i sin gamla glansroll som farmodern i Äventyret av G. A. de Caillavet och Robert de Flers.

## Familj
Wettergreen var dotter till byggmästare Olaus Olsen (1828–1914) och Inger Marie Rynning Kristiansen (1827–1897). Hon föddes Olsen men använde moderns namn Rynning från 1886 och fram till 1889, då hon gifte sig med Haakon Ingjolf Wettergreen (1858–1902). Efter hans död gifte hon 1903 om sig med artillerikaptenen Roald Skancke (1876–1932).

## Filmografi
Efter Svensk Filmdatabas, Internet Movie Database och Norsk biografisk leksikon:
- 1912 – En moders kaerlighed – modern
- 1913 – Blodets röst – Louise Barkner
- 1913 – En fortid
- 1915 – Madame de Thèbes – Ayla
- 1921 – Markens gröda – Oline

## Teater

### Roller
- 1908 – Karen Borneman i Karen Borneman av Hjalmar Bergstrøm, Svenska teatern, Stockholm[7]